# منظمة مراقبة الإعلام الفلسطيني
منظمة مراقبة الإعلام الفلسطيني (الإنجليزية: Palestine Media Watch (PMWATCH)) هي منظمة تأسست في أكتوبر 2000، ورصدت تغطية وسائل الإعلام الأمريكية الرئيسية للصراع الإسرائيلي الفلسطيني، وحشدت جهودها ضد ما اعتبرته تحيز ضد الفلسطينيين أو مؤيد لإسرائيل في تغطية الصراع. ركزت المنظمة بشكل رئيسي على إصدار دعوات للعمل وكتابة الرسائل ونشر تقارير تحلل التغطية.
يقول مؤسس المنظمة، أحمد بوزيد: "هناك نموذج نسعى لتغييره: أن الإسرائيليين يدافعون عن أنفسهم والفلسطينيون يهاجمون، وعندما يفعل الإسرائيليون شيئًا، فلا بد أنه خطأ أو عمل دفاع عن النفس." لم يكن موقع المنظمة الإلكتروني نشطًا منذ عام 2009 تقريبًا. كانت المنظمة موضوع أطروحة دكتوراه لروبرت لايل هاندلي من جامعة تكساس، أوستن، بعنوان "مراقبة الإعلام الفلسطيني ووسائل الإعلام الإخبارية الأمريكية: استراتيجيات للتغيير والمقاومة".

## روابط خارجية
- مراقبة الإعلام الفلسطيني ووسائل الإعلام الإخبارية الأمريكية: استراتيجيات التغيير والمقاومة، بقلم روبرت لايل هاندلي، أطروحة دكتوراه، جامعة تكساس، أوستن، مايو 2010
- كيف يصنع الفلسطينيون والإسرائيليون صورهم - بقلم الإيكونوميست
- عالقون في مرمى النيران بقلم مجلة مراجعة الصحافة الأمريكية
- الفلسطينيون يجدون صوتهم على الإنترنت من خلال مراجعة الصحافة الإلكترونية
- النشاط الفلسطيني في صحيفة ذا نيشن
- ادعاء: الصحف الأمريكية تقلل من شأن الوفيات الفلسطينية بقلم المحرر والناشر